# 蘭氏狗母魚
蘭氏狗母魚，為輻鰭魚綱仙女魚目合齒魚亞目合齒魚科的其中一種，分布於西印度洋的紅海海域，為底棲性魚類，屬肉食性，生活習性不明。